# Šošůvka
Šošůvka település Csehországban, a Blanskói járásban. Šošůvka Sloup, Holštejn, Vysočany és Ostrov u Macochy településekkel határos. Lakosainak száma 685 fő (2024. január 1.).

## Népesség
A település lakosságának változását az alábbi diagram mutatja:
| Lakosok száma | 477  | 703  | 728  | 682  | 700  | 670  | 693  | 665  | 651  | 685  |
|               | 1869 | 1900 | 1921 | 1961 | 1980 | 2011 | 2016 | 2019 | 2021 | 2024 |